# Пантюркизъм
Пантюркизмът или Пантуранизмът (на турски: Pan-Türkizm) (от тураниди) е геополитическо и културно движение, което изповядва идеологията, че страните населени c тюркски народи, следва политически постепенно да се обединят на основата на етническата, културната и езиковата им близост.
Като концепция, пантюркизмът възниква през втората половина на XIX век в Османската империя. Дългосрочната му цел е политическо обединение на всички тюрко-говорещи народи в Османската империя, Русия, Китай, Иран и Афганистан. Пантюркисткото движение първоначално тръгва из средите на обществени дейци кримски и волжки татари с цел обединението на „туранците“ (по името на легендарната древна родина Туран) в Османската и Руска империи срещу нарастващото руско геополитическо имперско влияние в Евразия. 

## История
Възникването на идеологията на пантюркизма е тясно свързана с понятието за „Туран“, което се появява като антипод или противоположност на „Иран“ (легендарната прародина на арийската култура, според лингвистичните европейски и предимно германски дирения от първата половина на XIX век, като понятието „арийци“ е за първи път употребено от Макс Мюлер през 1860 г.) – страна в която господства персийската култура (виж и култура на Иран).
Според разбиранията от втората половина на XIX век, легендарния „Туран“ е на север от Иран и обхваща огромното пространство от Кавказ до Саяните, привключвайки към арела си всички етнически групи от урало-алтайското езиково семейство. В този контекст, пантюркизмът е замислен не само като тясно етническа, но и като общокултурна идеология за всички народи били под туранско културно влияние от целия този огромен географски периметър. Към момента на избистряне и формулиране на идеологията, създателите ѝ не дават задоволителен отговор на въпроса, каква култура са притежавали тези туранци, които били предимно номади.
Възникването на концепцията и идеологията на пантюркизма не може да бъде извадена от контекста на голямата игра, още повече, че тя засяга борбата за обсег на влияние между великите сили именно в страните от т.нар. Голям Иран и Средна Азия.
Зад идеята на пантюркизма наднича стратегическия замисъл на британската политика да противопостави на Русия и Персия – Османската империя. След като Руската империя се връща на световната имперска сцена като първа цигулка с успеха си в руско-турската освободителна война, през 1883 г. в Османската империя започва да излиза вестник „Терджюман“ (Преводач), списван от лидера на кримско-татарската общност край Босфора, преподавател и писател – Исмаил Гаспрински. Именно на страниците на този вестник се развива изпърво идеята за обединение на всички т.нар. тюркски народи. Тази идея първоначално търси главно общата етническа основа сред кримските татари, волжките татари и азербейджанските интелектуалци в контекста на съвременната по него време расова теория. Прави впечатление насочеността на пантюркизма къмто великоруските предели и в частност към ханствата покорени от Иван Грозни по времето на реализацията но проекта „Трети Рим“. Гаспински се заема с първите езикови стъпки за обяснение на общия произход на всички тюркски езици, като практически съдейства за изчистването към опростена форма на стария турски език – чрез премахване от него на всички персийски и арабски заемки. Неговият замисъл не е оригинален, а подражателен, и се изразява в идеята, този вече изцяло турски език да се превърне в общ език на всички тюркски народи по света. Идеята на Гаспински, макар и не буквално, е заимствана и приложена от Кемал Ататюрк. Тя лежи в основата на създаването на съвременния турски език, който е приемник на османския език, спрямо когото съвременния турски се различава доста.
Следващата стъпка в консолидацията на тюркските народи е една публикация от 1902 г. на списанието „Тюрк“ в Кайро. От страниците на списанието, пантюркистката идея е представена като алтернатива на западнячеството и ислямизацията на теократичната държава на османците.
Първата научно-теоретична обосновка на пантюркизма се съдържа в една статия на волжкия татарин Юсуф Акчурин, озаглавена „Три вида политики“, излязла през 1904 г. Четири години по-късно, през 1908 г., излиза и книгата на азера Али Гусайназаде „Тюркизация, Ислямизация, Модернизация“, в която идеята на пантюркизма е доразвита.
През 1911 г. Юсуф Акчурин започва в Истанбул да издава вестникът-брошура „Турска орда“ (Турска родина). По това време известните турски писатели Зия Гьок-Алп и Халиде Едиб Адивар излизат с романа „Ени Туран“ (1912, „Нов Туран“), в който посредством героично повествование се опитват да прославят миналото и бъдещето на тюркската раса (туранидите). Символ на тюркската раса става вълчица (Бозкурт), определяна като майка на нацията, на която според легендата преди приемането на исляма са се кланяли турците. От името на тази вълчица произлиза и наименованието „Сиви вълци“ на най-известната организация изповядваща пантюркистка идеология.

## Характеристика и взаимовръзки
Като идеология понтюркизма придобива окончателния си завършен вид в края на XIX век, и в този смисъл не би могъл да се разглежда изваден или вън от контекста на по-раншния панславизъм (полско творение) и пангерманизъм.
Пантюркизмът е припознат и става част от идеологията на младотурците. Независимо от обстоятелството, че не е свързан с османското минало, османското правителство участващо на страната на Централните сили през Първата световна война, го използва за своите си цели по възстановяване на предходното имперско влияние на османците в Кавказкия регион. По тази линия, османското правителство предоставя помощи и на различни националистически движения в Централна Азия по време на Гражданската война 1918/21 г. в Русия след Октомврийската революция. През 1923 г., след успеха на съпротивата на Кемал Ататюрк срещу Антантата, турският журналист Зия Гьок-Алп излиза с книгата „Основни принципи на тюркизма“, която дава нова насока и значителен принос в преформулирането на пантюркистката идеология с оглед новите реалности след края на Първата световна война с Версайската система от договори. След успеха на т.нар. кемалистка революция, старата пантюркистка идеология е изтикана и остава на заден план, заместена от кемализма, който проповядва откровено западнячество. Отделно от това успеха на болшевиките в Русия (срещу чийто основни политически врагове е насочен основно пантюркизма – белогвардейците), прави тази идеология не особено актуална и привлекателна в новия геополитически контекст.
Нов подем идеологията на пантюркизма реализира след смъртта на Кемал Ататюрк през 1938 г. След края на Втората световна война с присъединяването на Турция към НАТО, тези идеология си възвръща актуалността в контекста на Студената война, като средство за идеологическата борба и подронване единството на Съветския съюз, с цел за да се откъснат от влиянието на централната власт в Москва съветските републики от Централна Азия и особено богатия на петрол Азербайджан.
С разпадането на Съветския съюз през 1991 г. настъпва нова ера във възстановяването на пантюркисткото движение. То е подкрепяно индиректно от атлантическите съюзници на Турция, които намират в пантюркистката идеология средство за реализация на своите геополитически стремежи и интереси по отношение на бившите съветски републики и вече независими държави Узбекистан, Азербайджан, Туркменистан, Киргизстан и Казахстан. През 1991 г. в Казан е създадена Асамблея на тюркските народи – събитие, което става крайъгълен камък в новата история на пантюркистката идеология, поставяйки ново организационно начало на пантюркизма. Със създаването на Асамблеята на тюркските народи е положен темела на първата паневропейска тюркска организация (по чисто географски и формален признак). Асамблеята провежда редовни срещи в столиците на държавите с т.нар. тюркско население, като тази организация е най-представителна през 21 век за по-голяма част от тюркските народи и етнически групи в света .

## Турският пантюркизъм
След падането на Берлинската стена, старата пантюркистка идеология намира най-сериозна подкрепа в Турция и Азербайджан . Турският пантюркизъм е светски и търси опора в османското минало, което чисто фактологично е парадоксално. Исторически за огузко заселване в/на Анадола (огузите се считат в частност за истинските тюрки) може да се говори след средата на 11 век и най-вече след загубата на Византия в битката при Манцикерт. И до днес е спорен туранския генезис както на населението на Иконийския султанат, така и на малоазийското население по времето на Османската империя. Последните генетични данни по въпроса за произхода на турците по-скоро изключват, отколкото подкрепят пантюркистките стремежи на тази страна в чисто етнически план.
Въпросът за „героичното пантюркистко минало на Османската империя“ е изключително дискусионен в Турция. Архив на оригинала от 2010-08-24 в Wayback Machine. Османската империя е теокрация и в по-малка или по-голяма степен наследничка на Византия, даже и в чисто историко-географски план. Още във византийската армия са съществували корпуси от т.нар. туркополи, лека кавалерия, лоялна към кръстоносците, чийто произход би могъл да се търси в средите на стратиотите и акритите, формирали известните византийски банди. След завоюването на ислямските светини Мека и Медина, с изземването на плаща и знамето на пророка и останалите ислямски светини от Селим I (чиято майка е понтийска гъркиня от Трапезундската империя) от египетските мамелюци, османската династия се тотално поевропейчила. Всички валидета без изключение от 16 век насам били европейки. Известно е, че по времето на разцвета на Османската империя (16 – 17 век), до началото на 19 век, името „турчин“ било изключително обидно в рамките на империята, както никога през старото византийско време. Освен това за мюсюлманите в Османската империя по това време бил забранен достъпа до държавното управление и военна служба (да са членове на дивана и на еничарския корпус). През 17 век с властта на османците се разпореждала Кьосем Султан, нещо нечувано в тюркския средноазиатски свят. Единственото зарегистрирано, и при това изкуствено, заселване на огузки племена в района на Мала Азия, било предприето по време на управлението на султан Ахмед II.
В този контекст, до началото на 19 век, да се търси пантюркистка основа в Османската империя е non sens, още повече, че имперските ѝ амбиции са насочени към районите на Кавказ, Месопотамия, Арабския полуостров, Египет и Северна Африка, но не и към Средна Азия, като основните външнополитически съперници на Османците са Хабсбургите и Сафавидите.

### Eтимологията „турци“ в българската книжнина
Името на турците се появява в българската книжнина едва през втората половина на XVIII век. Дотогава, за означение на мюсюлманите в империята от българите са използвани думите „агаряни“ и „измаилтяни“, което ще рече че османските мюсюлмани са алегорично чада на библейската Агар, робиня на Авраам, и техния син Исмаил, т.е. че те са рожби на кръвосмешение или верско престъпление. В този книжовен и исторически контекст се поставя и въпроса за произхода на османците, т.е. не на членовете на управляваща империята османска династия, а на първите османски войни тръгнали от Сьогют. Най-сериозните изследователи по темата (Арнолд Тойнби, Стивън Рънсиман
, като терминът „тема“ произхожда от означението на отделните малоазийски провинции на Византия) виждат техните корени в окончателно отритнатата от Палеолозите и приела исляма като външна маскировка стара военно-поземлена византийска аристоркрация от Мала Азия (виж и иконоборство). До кърджалийското време, спрямо мюсюлманите в Османската империя са се използвали епитети като „варвари“, „асирийци“, „неверници“, „езичници“, „дяволи“, „безбожници“, „сарацини“, „проклети“, „зверове“ или „сластолюбци“. В апокрифната книжнина като техен символ е определяна змията, която в християнската митология е натоварена с много отрицателни внушения, включително и от времето на богомилството, което проповядвало, че от всички земни божии твари, единствено змията било позволено да се убива.

## Геополитика, Евроазийство, Пантюркизъм
В геополитически контекст е интересно обстоятелството, че пантюркизмът възникнал като антипод на арианизма, се бори за влияние в Средна Азия, която е сърцевина на евроазийството. Инструментът за прокарване на евроатлантическото влияние в този регион е светска Турция. Стратегическото значение на Средна Азия се определя от това, че тя е полоса за влияние на всички регионални сили или суперсили – Китай, Индия, Иран и Русия откъм Европа.

Като уникално историческо посещение в региона е отбелязано това на американския президент Джордж Уокър Буш, който става първия президент на САЩ отишъл на официално посещение в Монголия – сърцевината на Евразия. В исторически план, Монголската империя с нейните наследнички е най-голямата империя в историята на света, а според Карл Шмит: 
| „ | световната история – това е история на борбата на континенталните държави против морските държави и на морските държави против континенталните | “ |

.

### Пантюркизъм и произход на прабългарите
През 1982 г. известният германски археолог и специалист по ранна медиевистика Йоахим Вернер, след анализ на предметите на съкровището от Мала Перешчепина, заявява, че несъмнено те, и особено меча (съкровището се съхранява в Ермитажа под инв. № 1) Архив на оригинала от 2014-10-07 в Wayback Machine.
През 21 век най-изявения застъпник за източноиранския произход на прабългарите е Божидар Димитров.